# Wij (film 1916)
Wij (ros. Вий) – niemy film rosyjski w reżyserii Władysława Starewicza z 1916 roku na podstawie opowiadania Nikołaja Gogola o tej samej nazwie. Był drugą rosyjską ekranizacją dzieła Gogola. Reżyserem pierwszej – z 1909 roku – był Wasilij Gonczarow. Żaden z filmów nie zachował się.

## Historia filmu
Film Wij, wyreżyserowany przez Władysława Starewicza, został zrealizowany w moskiewskiej wytwórni Handlowy Dom „A. Chanżonkow i К°” (АО „А. Ханжонков и К”). Reżyser był również twórcą scenariusza, scenografii, a zarazem autorem zdjęć.
Premiera odbyła się w 1919 roku. Film zaginął, nieznana jest jego długość.

## Fabuła
Podstawą do nakręcenia filmu było dzieło Nikołaja Gogola Wij. Choma Brut, student teologii, przyczynia się do śmierci panienki. Przed śmiercią dziewczyna nakazuje, aby sprawca przez trzy noce odprawiał w cerkwi nabożeństwo pogrzebowe przy trumnie. Okazuje się, że zmarła dziewczyna jest czarownicą. W nocy powstaje z martwych i nasyła na studenta nieczystą siłę. Ma zamiar zgubić "mordercę". Choma odprawia należne w tych okolicznościach modlitwy. Wzmacnia ich siłę poświęconymi przedmiotami, związanymi z kultem religijnym (krzyż, kreda, świece, modlitewnik). Udaje mu się przeżyć dwie noce. Trzeciej nocy wiedźma wzywa demona – Wija, który ma moc "zobaczenia" ukrywającego się za nakreślonym kredą kręgiem studenta. Choma Brut umiera.

## Obsada
- Marija Bołdyriowa (Мария Болдырёва) – wiedźma
- F. Kusiewicki (Ф. Кусевицкий) – Choma Brut

## Twórcy filmu
Film został w całości zrealizowany przez Władysława Starewicza, który był jednocześnie reżyserem, scenarzystą, scenografem i operatorem kamery. Producentem filmu był Aleksandr Chanżonkow (Александр Ханжонков).